# East Pacific Center
L'East Pacific Center è un complesso di grattacieli situato a Shenzhen, in Cina. Il complesso, sviluppato dalla Arup, è composto da quattro edifici:
- East Pacific Center Tower A è alta 306 m con 85 piani.
- East Pacific Center Tower B è alta 261 m con 72 piani.
- East Pacific Center Tower C è alto 206 m con 40 piani.
- East Pacific Center Tower D è alto 155 m con 29 piani.
- East Pacific Center Tower E è alto 107 m con 23 piani.

Gli edifici A e B sono ad uso residenziale e sono uniti da una passerella. Gli edifici C e D sono utilizzati per ospitare degli uffici e sono stati completati nel 2010, metri gli altri sono stati finiti nel 2013.